# 宮崎県立美術館
宮崎県立美術館（みやざきけんりつびじゅつかん）は、宮崎県宮崎市にある県立の美術館。設計は岡田新一で、この作品で日本芸術院賞を受賞した。
図書館や芸術劇場（メディキット県民文化センター）など県の文化施設が集まる県総合文化公園の敷地内にある。宮崎県出身の画家である瑛九コレクションで有名。

## 概要

### 建築概要
- 建築名称 - 宮崎県立美術館
- 建築主 -  宮崎県
- 設計者 - 岡田新一設計事務所+岩切設計JV
- 施工 - 鹿島建設+松尾建設+増田工務店+加賀城建設JV
- 規模 - 地下1階、地上3階
- 高さ - 23m
- 敷地面積 - 34,699m2
- 建築面積 - 3,428m2
- 延床面積 - 10,333m2
- 構造 - RC造、R造
- 所在地 -  〒880-0031 宮崎県宮崎市船塚3-210

## 利用案内
- 開館時間：　10:00-18:00
- 閉館日：月曜日、年末年始
- 入場料：常設展は無料、特別展は別途必要

## アクセス
- JR九州 日豊本線 宮崎神宮駅より徒歩20分
- 宮崎交通バス「文化公園前」停留所よりすぐ。

## 施設案内
1F
- エントランスホール
- 展示室1
- 展示室2
- 展示室3（瑛九展示室）
- ハイビジョンギャラリー
- ハイビジョンブース
- アトリエ1　（彫刻･陶芸）
- アトリエ2　（版画）
- アトリエ3　（絵画･版画･デザイン）
- アートホール
- 美術図書室
- ミュージアムショップ
- 喫茶室

2F
- アートフォーラム
- 展示室4
- 企画展示室
- 県民ギャラリー